# Infesta (Celorico de Basto)

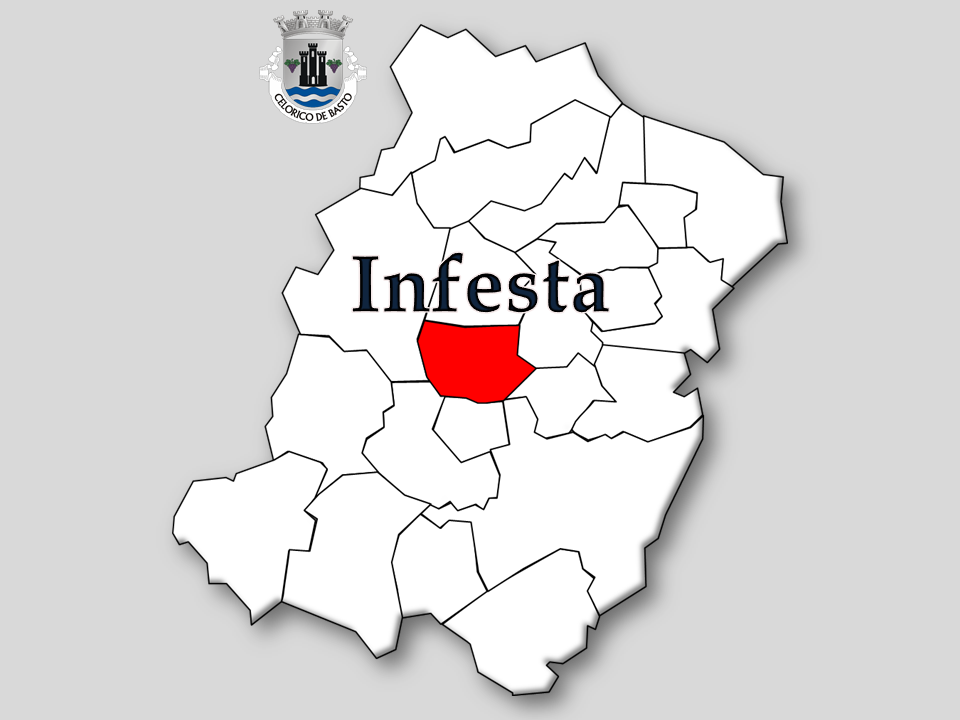
Localização da Freguesia de Infesta no Município de Celorico de Basto

Infesta é uma povoação portuguesa do Município de Celorico de Basto que foi sede da extinta Freguesia de Infesta, freguesia quee tinha 5,53 km² de área e 292 habitantes (2011), e, por isso, uma densidade populacional de 53 hab/km².
A Freguesia de Infesta foi extinta em 2013, no âmbito de uma reforma administrativa nacional, tendo sido agregada à Freguesia de Caçarilhe para formar uma nova freguesia denominada União das Freguesias de Caçarilhe e Infesta com a sede em Caçarilhe.

## População
| População da freguesia de Infesta (1864 – 2011) | População da freguesia de Infesta (1864 – 2011) | População da freguesia de Infesta (1864 – 2011) | População da freguesia de Infesta (1864 – 2011) | População da freguesia de Infesta (1864 – 2011) | População da freguesia de Infesta (1864 – 2011) | População da freguesia de Infesta (1864 – 2011) | População da freguesia de Infesta (1864 – 2011) | População da freguesia de Infesta (1864 – 2011) | População da freguesia de Infesta (1864 – 2011) | População da freguesia de Infesta (1864 – 2011) | População da freguesia de Infesta (1864 – 2011) | População da freguesia de Infesta (1864 – 2011) | População da freguesia de Infesta (1864 – 2011) | População da freguesia de Infesta (1864 – 2011) |
| ----------------------------------------------- | ----------------------------------------------- | ----------------------------------------------- | ----------------------------------------------- | ----------------------------------------------- | ----------------------------------------------- | ----------------------------------------------- | ----------------------------------------------- | ----------------------------------------------- | ----------------------------------------------- | ----------------------------------------------- | ----------------------------------------------- | ----------------------------------------------- | ----------------------------------------------- | ----------------------------------------------- |
| 1864                                            | 1878                                            | 1890                                            | 1900                                            | 1911                                            | 1920                                            | 1930                                            | 1940                                            | 1950                                            | 1960                                            | 1970                                            | 1981                                            | 1991                                            | 2001                                            | 2011                                            |
| 549                                             | 558                                             | 549                                             | 556                                             | 569                                             | 579                                             | 579                                             | 645                                             | 646                                             | 636                                             | 504                                             | 473                                             | 433                                             | 316                                             | 292                                             |

## Património
- Igreja Paroquial de Infesta;
- Capela de São Gonçalo;
- Capela de Santa Luzia.